# Basílio Marques
Basílio Fernandes Marques (Guimarães, 9 maggio 1966 – Guimarães, 15 agosto 2020) è stato un allenatore di calcio e calciatore portoghese, di ruolo difensore.

## Palmarès

### Giocatore

#### Competizioni nazionali
- Supercoppa di Portogallo: 1

Vitória Guimarães: 1988